# MAX Success Sports/Saison 2012
Dieser Artikel listet Erfolge und Fahrer des Radsportteams MAX Success Sports in der Saison 2012 auf.

## Erfolge in der UCI Asia Tour
| Datum            | Rennen                                       | Kat. | Fahrer       |
| ---------------- | -------------------------------------------- | ---- | ------------ |
| 26. September    | Chinesische Meisterschaft – Einzelzeitfahren | CN   | Xue Mingxing |
| 17.–21. Dezember | Gesamtwertung Tour of Vietnam                | 2.2  | Huang En     |

## Zugänge – Abgänge
| Zugänge      | Team 2011                          | Abgänge                  | Team 2012             |
| ------------ | ---------------------------------- | ------------------------ | --------------------- |
| Xing Yandong | Marco Polo Cycling Donckers Koffie | Jiang Kun                | Champion System       |
| Ni Yihui     | Neoprofi                           | Jiao Pengda              | Champion System       |
| Qin Chenlu   | Neoprofi                           | Xu Gang                  | Champion System       |
| Tong Weisong | Neoprofi                           | Xue Saifei               | Unbekannt             |
|              |                                    | Yan Yongsheng            | Unbekannt             |
|              |                                    | Yuan Zhong               | Unbekannt             |
|              |                                    | Deng Ting (bis 31. Juli) | Gan Su Sports Lottery |

## Mannschaft
| Name          | Geburtstag        | Nationalität        |
| ------------- | ----------------- | ------------------- |
| Huang En      | 23. November 1988 | Volksrepublik China |
| Li Wei        | 24. August 1982   | Volksrepublik China |
| Liu Hao       | 7. November 1988  | Volksrepublik China |
| Ni Yihui      | 9. März 1993      | Volksrepublik China |
| Qi Pengfei    | 9. Dezember 1989  | Volksrepublik China |
| Qin Chenlu    | 24. Oktober 1992  | Volksrepublik China |
| Tong Weisong  | 30. Januar 1988   | Volksrepublik China |
| Wang Jiong    | 30. August 1991   | Volksrepublik China |
| Xing Yandong  | 20. März 1985     | Volksrepublik China |
| Xue Mingxing  | 20. Februar 1982  | Volksrepublik China |
| Zhang Hui     | 28. Mai 1989      | Volksrepublik China |
| Zhang Ruisong | 1. Juli 1989      | Volksrepublik China |